# 英格·蒙內
英格·蒙內，匈牙利軟體程式設計師與駭客，在linux內核上有許多貢獻，也擁有自己的linux分支版本。對於作業系統的安全性與效能提升方面，他的聲名卓著。

## 生平
英格·蒙內大學就讀於羅蘭大學。
在linux內核中，他於Linux-2.6.0版加入O(1)排程器，在 Linux-2.6.23版中加入完全公平排程器（Completely Fair Scheduler）。